# Muzaffer Akdoğan
Muzaffer Akdoğan (* 29. Juni 1980) ist ein ehemaliger türkischer Fußballspieler.

## Sportlicher Werdegang
Akdoğan entstammt der Jugend MKE Ankaragücü, machte aber als Leihspieler seine ersten Erfahrungen im Profifußball. Im Sommer 2000 verlieh ihn der Klub an den Drittligisten Ankara Demirspor, in der folgenden Spielzeit an den Zweitligisten Gümüşhanespor. Im August 2002 verließ der Offensivspieler den Klub in Richtung İnegölspor, wo er zwei Jahre in der dritten Liga spielte. Anschließend ging er zum Ligarivalen Kırşehirspor, den er nach einer Saison in Richtung Aksarayspor verließ. Nach dem Abstieg am Ende der Spielzeit 2005/06 blieb er in der dritten Spielklasse, mit Yalovaspor stand er jedoch ebenso im Abstiegskampf. Bereits im folgenden Winter wurde er jedoch zum Ligakonkurrenten Çankırıspor transferiert, mit dem er in der Spielzeit 2007/08 in den Aufstiegs-Play-Off-Spielen das gegen Adana Demirspor nach Verlängerung verlorene Halbfinale erreichte.
Akdoğan spielte ab Sommer 2009 jeweils ein halbes Jahr für Eyüpspor, Elazığspor und den Viertligisten Malatyaspor, von wo er für ein halbes Jahr an Pursaklarspor verliehen wurde. Dabei waren ihm als Stürmer im Pokalwettbewerb 2010/11 für Malatyaspor vier Treffer gelungen, so dass er neben Cafercan Aksu (Konya Şekerspor), Hugo Almeida (Beşiktaş Istanbul), Bobô (Beşiktaş Istanbul), Semih Şentürk (Fenerbahçe Istanbul) und Ermin Zec (Gençlerbirliği Ankara) Torschützenkönig des Wettbewerbs wurde. Im Sommer 2011 wechselte er zu Kizilcahamamspor, der die Lizenz von Pursaklarspor übernommen hatte. Hier beendete er später seine aktive Laufbahn.